# Rubén Orihuela
Rubén Orihuela Gavilán (n. Valencia; 7 de septiembre de 1987) es un gimnasta rítmico español, campeón de España en modalidad masculina en 9 ocasiones (2007, 2008, 2009, 2010, 2011, 2012, 2013, 2014 y 2016).

## Biografía deportiva
Nacido en Valencia pero residente habitual en Alfafar, Orihuela comenzó a practicar gimnasia rítmica a los 10 años de edad, una disciplina tradicionalmente femenina. En 2005, la RFEG comenzó a permitir que alguno de los dos puestos correspondientes a cada Comunidad Autónoma en la categoría Open del Campeonato de España Individual de Gimnasia Rítmica, pudieran ser ocupados por hombres. Sin embargo, dejó de permitirse tras un comunicado de la FIG en enero de 2009 donde indicaba que «la gimnasia rítmica es un deporte solo para mujeres y la FIG no tiene reglas para la competición de hombres».
Después de que la decisión de la RFEG fuese criticada, el caso fue revaluado. El 9 de febrero, el entonces presidente de la Federación Española, Antonio Esteban, anunció que se pondría en marcha un Campeonato de España Individual Masculino de manera oficial y separado del Campeonato de España Individual de Gimnasia Rítmica, usando las mismas reglas que había en la categoría Open. El primer Campeonato de España Individual Masculino de Gimnasia Rítmica se celebró en Gijón en mayo de 2009, resultando vencedor Rubén Orihuela en categoría sénior, al igual que los dos años anteriores. Rubén ha logrado los títulos nacionales de los años 2007, 2008, 2009, 2010, 2011, 2012, 2013, 2014 y 2016. En 2015 obtuvo el bronce y en 2017 la plata.
Desde 2014 organiza un Campus internacional de Gimnasia Rítmica bajo el nombre de GYMRO. Rubén también ha actuado varias veces en la Gala Internacional de Gimnasia Euskalgym, como el 9 de noviembre de 2013, el 8 de noviembre de 2014, cuando participó de forma sorpresa junto a Almudena Cid y Jorge Blass durante la IX edición de la gala en Vitoria, el 7 de noviembre de 2015, o el 18 de noviembre de 2017, junto a Gerard López y Eneko Lambea.
Durante el ciclo olímpico 2013-2016 colaboró de forma activa para la Federación Brasileña de gimnasia con el objetivo de preparar a la gimnasta anfitriona en Rio2016 Natalia Gaudio.
Además ha colaborado también para la Selecciones Nacionales de Italia, Andorra, Venezuela, Chile, Suiza, Colombia y Brasil.

## Legado e influencia
Rubén está considerado uno de los pioneros de la gimnasia rítmica masculina en España. Su papel en la consecución de un campeonato nacional masculino en la disciplina ha sido reconocido por gimnastas como Almudena Cid, quien manifestó en 2014 que «Las jueces son casi todo mujeres y hay muy poca solidaridad con los chicos de rítmica, que los hay [...] Rubén Orihuela es un referente. Estamos luchando para la igualdad de los chicos. A nivel internacional la masculina no está considerada, pero en España sí».

## Música de los ejercicios
| Año         | Aparatos                                                                               | Música |
| ----------- | -------------------------------------------------------------------------------------- | --- |
| 1999        |                                                                                        | «Hungarian Dance no 5» de Johannes Brahms. |
| 2005        | Pelota                                                                                 | «She is Dead» de Eric Serra. |
| 2005        | Mazas                                                                                  | «Malagueña Salerosa» de Brian Setze. |
| 2007 - 2008 | Cinta                                                                                  | «Hijo de la luna» de Mecano, compuesta por José María Cano. |
| 2007        | Aro                                                                                    | «Fire Dance» de Edvin Marton. |
| 2007        | Mazas                                                                                  | «Yeah!» de Usher. |
| 2009        | Cinta                                                                                  | «Cambia la Piel» de Jarabe de Palo. |
| 2009        | Aro                                                                                    | «O» de Cirque Du Soleil. |
| 2010        | Aro                                                                                    | «Smooth Criminal» de Michael Jackson, en la versión de David Garrett. |
| 2010        | Pelota                                                                                 | «Le Vent, le Cri» (canción de Ennio Morricone) |
| 2011        | Aro                                                                                    | «Express» y «Show Me How You Burlesque», de Christina Aguilera para la banda sonora de Burlesque . |
| 2011        | Pelota                                                                                 | «Feelings» de Edvin Marton. |
| 2011        | Cinta                                                                                  | «Le vent, le cri» de la banda sonora de Le Professionnel, compuesta por Ennio Morricone. |
| 2011        | Mazas                                                                                  | «Moonlight Rumba» (inspirada por Claro de luna de Beethoven) de Gustavo Montesano y la Royal Philharmonic Orchestra.                                                                                                |
| 2012        | Pelota                                                                                 | «Gades (Alegrias)» de Manolo Carrasco. |
| 2012        | Aro                                                                                    | «Deja Vu Jazz Medley» de Beyoncé. |
| 2013        | Pelota                                                                                 | «Sarajevo» de Max Richter. |
| 2014        | Ejercicio de exhibición (Manos libres) junto a Almudena Cid y Jorge Blass en Euskalgym | «Txoria txori» de Mikel Laboa. |
| 2015        | Ejercicio de exhibición (Manos libres)                                                 | Extracto sonoro de la película Muerte en Granada que incluye el poema «La cogida y la muerte» de Federico García Lorca recitado por el doblador español Pedro Molina y la banda sonora compuesta por Mark McKenzie. |
| 2016        | Pelota                                                                                 | «La Bohème» de Charles Aznavour. |
| 2016        | Mazas                                                                                  | Tema «El terrible suceso» de la banda sonora de La comunidad, compuesta por Roque Baños. |

## Filmografía

### Publicidad
- Spot de la puntera «Sensación» de Dvillena, entonces patrocinador de la RFEG (2014).[8]
- Spot de Navidad para Dvillena, entonces patrocinador de la RFEG (2015).[9]
- Spot de Navidad para Dvillena, entonces patrocinador de la RFEG (2021).[10]
- Spot de Navidad para Dvillena, entonces patrocinador de la RFEG (2022).[11]
- Spot de Navidad para Dvillena, entonces patrocinador de la RFEG (2023).[12]
- Spot de Navidad para Dvillena, entonces patrocinador de la RFEG (2024).[13]
- Spot para RTVE. Cabecera del programa de casting del Festival de Eurovisión.
- Imagen para la marca Ron Legendario (2008-2010)
- Imagen la bebida gaseosa Schweppes (2008-2009)